# Охристый волчок
Охристый волчок, или рыжий волчок, или охристая выпь, или коричный волчок (лат. Botaurus cinnamomeus) — околоводная птица из семейства цаплевых.

## Описание
Охристый волчок внешне похож на родственного китайского волчка и достигает длины примерно 40 см. Тем не менее, его оперение коричневого цвета. Самки и птенцы могут иметь нечёткий пятнистый рисунок.

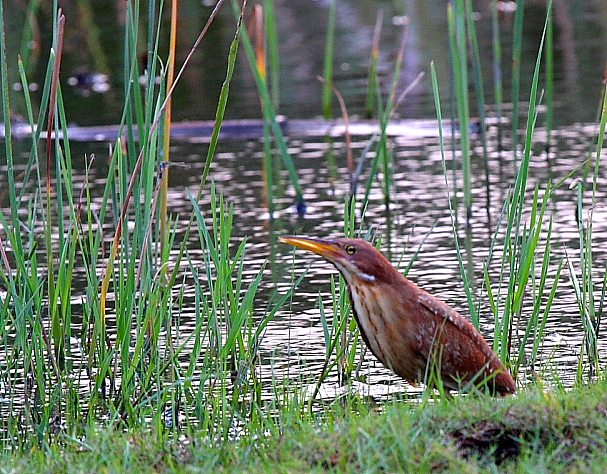

## Распространение
Охристый волчок распространён в южной и юго-восточной Азии от Индии и Шри-Ланки через Индонезию до Китая, единичные экземпляры встречаются на юге Приморья. На своей тропической родине это оседлая птица. Популяции северного Китая — это перелётные птицы. Жизненное пространство птиц — это поросшие тростником влажные области.

## Поведение
Питание активной в сумерки птицы — это мелкие рыбы, лягушки, моллюски и насекомые. Она гнездится в маленьких группах. Гнездо сооружается из веток и травы в густых зарослях тростника или в кустах и на деревьях. Оно расположено непосредственно на земле, либо на высоте до 1 м над ним. В кладке от 3 до 5 яиц.